# Kesići
Kesići (en serbe cyrillique : Кесићи) est un village de Bosnie-Herzégovine. Il est situé dans la municipalité de Bosansko Grahovo, dans le canton 10 et dans la fédération de Bosnie-et-Herzégovine. Selon les premiers résultats du recensement bosnien de 2013, il compte 80 habitants.

## Démographie

### Évolution historique de la population
| 1948 | 1953 | 1961 | 1971 | 1981 | 1991 | 2013 |
| ---- | ---- | ---- | ---- | ---- | ---- | ---- |
| -    | -    | 242  | 233  | 194  | 157  | 80   |

|  |

## Personnalité
Le Héros national de la Yougoslavie Đuro Pucar (1899-1979) est né dans le village.

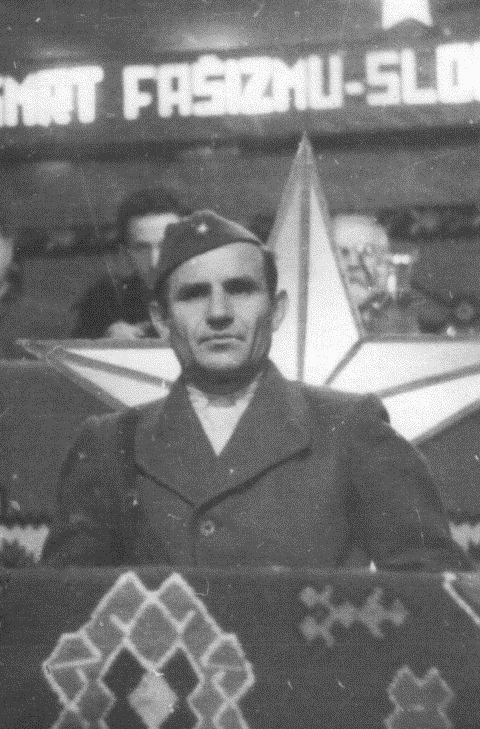
Đuro Pucar